# Yodo-juku

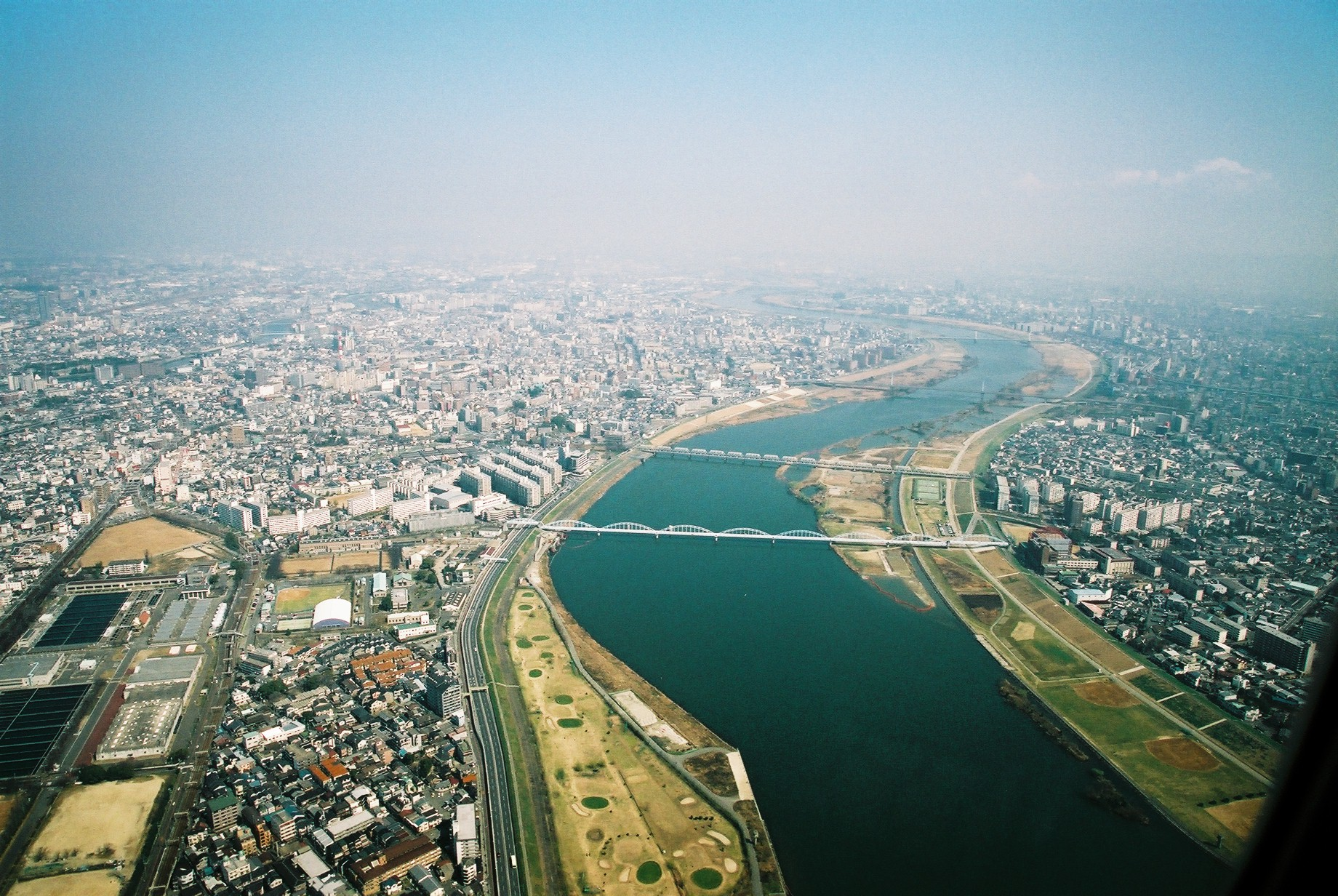
La Yodo-gawa

Yodo-juku (淀宿, Yodo-juku) était la deuxième station du Ōsaka Kaidō (ou cinquante-cinquième des cinquante-sept stations du Tōkaidō). Elle est située dans la partie sud de Fushimi-ku dans l'actuelle Kyoto, préfecture de Kyoto au Japon. 

## Histoire
Située entre la rivière Yodo et la rivière Katsura, Yodo-juku fut fondée en 1619. Durant l'époque d'Edo, elle faisait partie de la jōkamachi (ville-château) qui entourait le château de Yodo, construit en  1623.

## Stations voisines
Ōsaka Kaidō (extension du  Tōkaidō)
Fushimi-juku - Yodo-juku - Hirakata-juku

## Source de la traduction
- (en) Cet article est partiellement ou en totalité issu de l’article de Wikipédia en anglais intitulé « Yodo-juku » (voir la liste des auteurs).